# Zygmunt Hajduk
Zygmunt Hajduk (ur. 3 kwietnia 1935 w Łodzi, zm. 17 stycznia 2025 r. w Mikołowie) – polski duchowny katolicki, dr hab. prof.

## Życiorys
W 1959 r. został wyświęcony na kapłana, natomiast w 1963 r. ukończył studia filozoficzne na Wydziale Filozofii Katolickiego Uniwersytetu Lubelskiego. W 1968 r. obronił rozprawę doktorską pt. Wyjaśniająca funkcja teorii fizykalnej w ujęciu Karola Gustawa Hempla, w 1984 r. habilitował się na podstawie pracy zatytułowanej O akceptacji teorii empirycznej.
W 1985 r. został zatrudniony na stanowisku docenta, w 1992 r. uzyskał stanowisko profesora nadzwyczajnego, następnie 26 lutego 1996 otrzymał tytuł profesora za monografię zatytułowaną  Temporalność nauki. Kontrowersyjne zagadnienia dynamiki nauki, a w 1999 objął funkcję profesora zwyczajnego. Pracował w Instytucie Filozofii Przyrody i Nauk Przyrodniczych na Wydziale Filozofii Katolickiego Uniwersytetu Lubelskiego Jana Pawła II.

## Wyróżnienia
- 2015: Medal za Zasługi dla KUL[1]

## Publikacje
Przykładowe publikacje:
- 2005: Z teorii epistemicznego wartościowania: logika wartościowania
- 2006: Między filozofią przyrody a filozofia nauki. Zarys autobiogramu: studia, badania, dydaktyka, praca organizacyjna w Katolickim Uniwersytecie Lubelskim Jana Pawła II